# Lipowiec (Ustroń)
Lipowiec – osiedle (jednostka pomocnicza) miasta Ustroń (nr 8). Dawniej wieś w ówczesnym powiecie cieszyńskim sprzed reformy administracyjnej 1975 r.; w granicach Ustronia od 1 stycznia 1973 r.
Lipowiec jest typową ulicówką; ciągnie się od doliny Wisły na zachodzie po grzbiet będący wododziałem Wisły i Brennicy – na wschodzie. Położony jest na Pogórzu Cieszyńskim w widłach rzek Wisły i Brennicy, u północnych podnóży Lipowskiego Gronia.

## Historia
Miejscowość po raz pierwszy wzmiankowana została w łacińskim dokumencie Liber fundationis episcopatus Vratislaviensis (pol. Księga uposażeń biskupstwa wrocławskiego), spisanym za czasów biskupa Henryka z Wierzbna ok. 1305 r. w szeregu wsi zobowiązanych do płacenia dziesięciny biskupstwu we Wrocławiu, w postaci item in Lypowetz. Zapis ten (brak określenia liczby łanów, z których będzie płacony podatek) wskazuje, że wieś była w początkowej fazie powstawania (na tzw. surowym korzeniu, co znaczy, że wcześniej na jej gruncie nie istniała żadna inna osada), co wiąże się z przeprowadzaną pod koniec XIII w. na terytorium późniejszego Górnego Śląska wielką akcją osadniczą (tzw. łanowo-czynszową). Wieś politycznie znajdowała się wówczas w granicach utworzonego w 1290 r. piastowskiego (polskiego) księstwa cieszyńskiego, będącego od 1327 r. lennem Królestwa Czech, a od 1526 r. w wyniku objęcia tronu czeskiego przez Habsburgów wraz z regionem aż do 1918 r. w monarchii Habsburgów (potocznie Austrii).
W sprawozdaniu z poboru świętopietrza z 1335 r. w diecezji wrocławskiej na rzecz Watykanu sporządzonego przez nuncjusza papieskiego Galharda z Cahors wśród 10 parafii archiprezbiteratu w Cieszynie wymieniona jest parafia w miejscowości Lipovecz, czyli Lipowiec. Pierwszy kościół był zapewne drewniany. Jeszcze w XIV w. rozwój wsi uległ zahamowaniu i przestała być ona siedzibą parafii, gdyż taka nie została już wymieniona w podobnym spisie sporządzonym przez archidiakona opolskiego Mikołaja Wolffa w 1447 r.
W latach 1573/1577-1594 Lipowiec znajdował się w granicach wydzielonego z księstwa cieszyńskiego skoczowsko-strumieńskiego państwa stanowego. W 1621 r. wieś, należąca do książąt cieszyńskich, była już w pełni zorganizowana i liczyła 16 siedlaków, 8 zagrodników i 4 chałupników. Istniał wtedy w Lipowcu folwark książęcy „od starodawna wystawiony”, a także drugi folwark, szlachecki, zwany Bernadką.
Lipowiec był osadą czysto rolniczą, a lipowczanie nie mieli ani „bydła wałaskiego” (tj. owiec i kóz), ani szałasów w górach. Pieczęć gminna ma w swym znaku pług. Mieszkańcy wsi nie mieli też prawa poboru drewna z lasu na Lipowskim Groniu, dlatego też wcześnie zaczęli stawiać domy murowane, nie spotykane z reguły w innych wsiach beskidzkich. Na przełomie XVII i XVIII w. z podzielonego pastwiska gminnego utworzono 24 grunty chałupnicze. W 1713 r. rozparcelowano folwark Bernadkę, zaś w 1714 r. podzielono grunty folwarku książęcego między kolejnych 33 chłopów. Rozwój wsi związany był później z budową ustrońskiej huty, dla której na terenie Lipowca kopano rudę żelaza.
W połowie XVIII w. przybyli do Lipowca jezuici, którzy założyli tu w 1749 r. „sierociniec” dla wychowywania dzieci ewangelików w wierze katolickiej (sierociniec ten został przeniesiony w 1753 r. do Ustronia). W 1810 r., na miejscu drewnianego kościoła z 1690 r., postawiono nowy, murowany kościół, wzniesiony z tzw. funduszu religijnego.
Według austriackiego spisu ludności z 1900 r. w 120 budynkach w Lipowcu na obszarze 909 hektarów (9,09 km²) mieszkało 958 osób, co dawało gęstość zaludnienia równą 105,4 os./km², z czego 836 (87,3%) mieszkańców było katolikami, 120 (12,5%) ewangelikami, a 2 (0,2%) wyznawcami judaizmu; 949 (99,1%) było polsko- a 9 (0,9%) niemieckojęzycznymi. Do 1910 r. liczba budynków wzrosła do 129, a mieszkańców do 961, z czego 960 (99,9%) było polskojęzycznymi, a 1 niemieckojęzyczna, 847 (88,1%) było katolikami, 112 (11,7%) ewangelikami, a 2 (0,2%) żydami.
Po zakończeniu I wojny światowej tereny, na których leży miejscowość – Śląsk Cieszyński stał się punktem sporu pomiędzy Polską i Czechosłowacją. W 1918 roku na bazie Straży Obywatelskiej miejscowi Polacy utworzyli lokalny oddział Milicji Polskiej Śląska Cieszyńskiego, który podlegał organizacyjnie 15 kompanii w Ustroniu.
Od połowy lat 60. XX w. działa w Lipowcu zespół folklorystyczny, założony przez kierownika miejscowej szkoły, Józefa Balcara.

## Zabytki
- Kościół parafialny Podwyższenia Krzyża Świętego z 1810 r. Murowany, bez wyraźnych cech stylowych, jednonawowy, z węższym prezbiterium i czworoboczną wieżą z kruchtą w przyziemiu. Wzniesiony przez majstra murarskiego Józefa Drachnego z Cieszyna. Obecnie we wnętrzu wyposażenie barokowe i późnobarokowe.
- Plebania z 1793 r., obok kościoła. Murowana, parterowa, kryta łamanym dachem.
- Budynek dawnej szkoły w sąsiedztwie kościoła. Wzniesiony z kamienia z końcem XVIII w., obecnie nieco już przekształcony.
- Kilka ostatnich, drewnianych chałup konstrukcji zrębowej, pierwotnie kurnych (?), zwróconych ścianami szczytowymi do głównej drogi, pochodzących z XIX w.

Przez wschodnią część wsi biegnie żółto znakowany  szlak turystyczny ze Skoczowa do schroniska na Równicy.

## Galeria

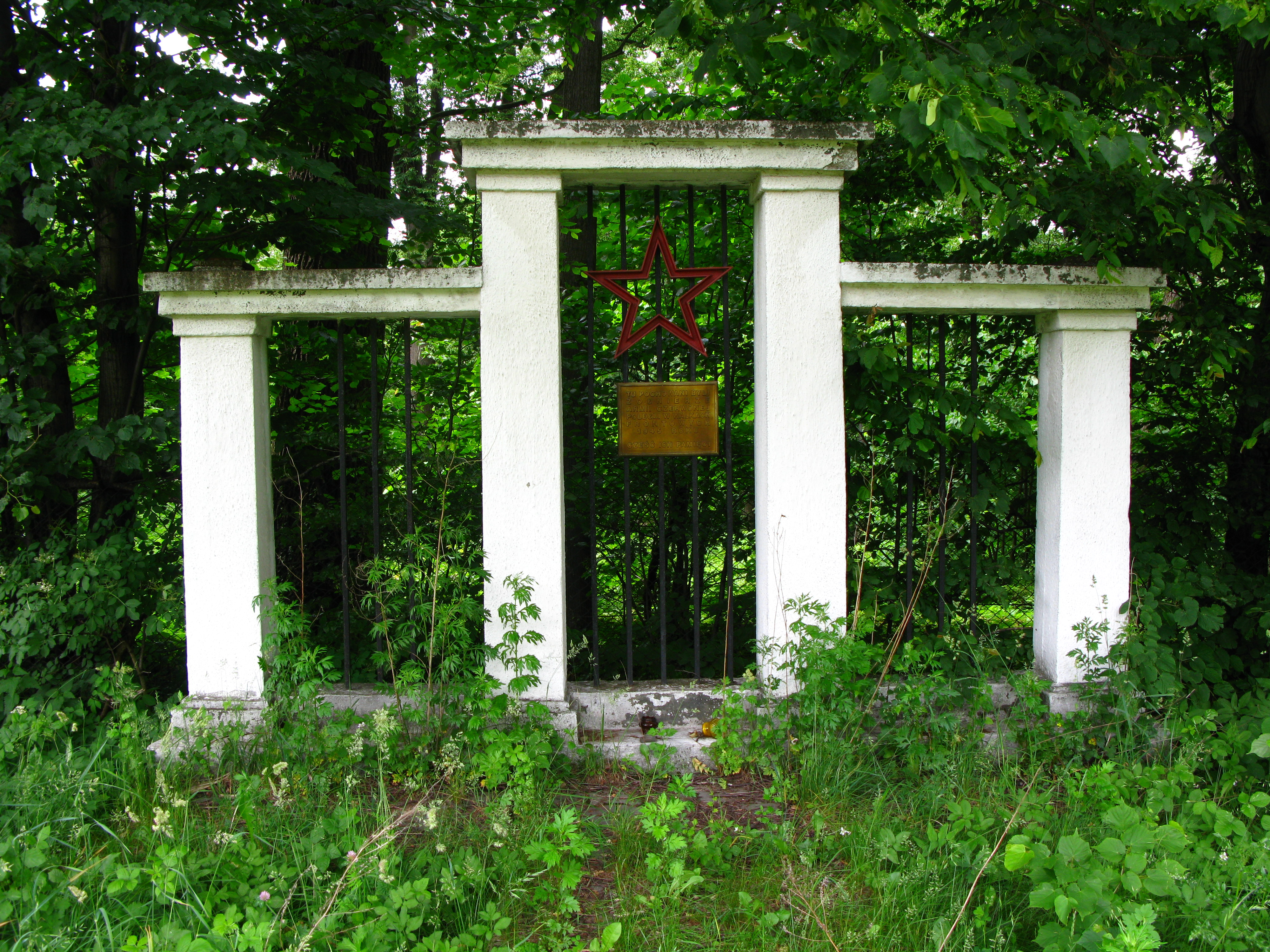
Pomnik żołnierzy Armii Czerwonej
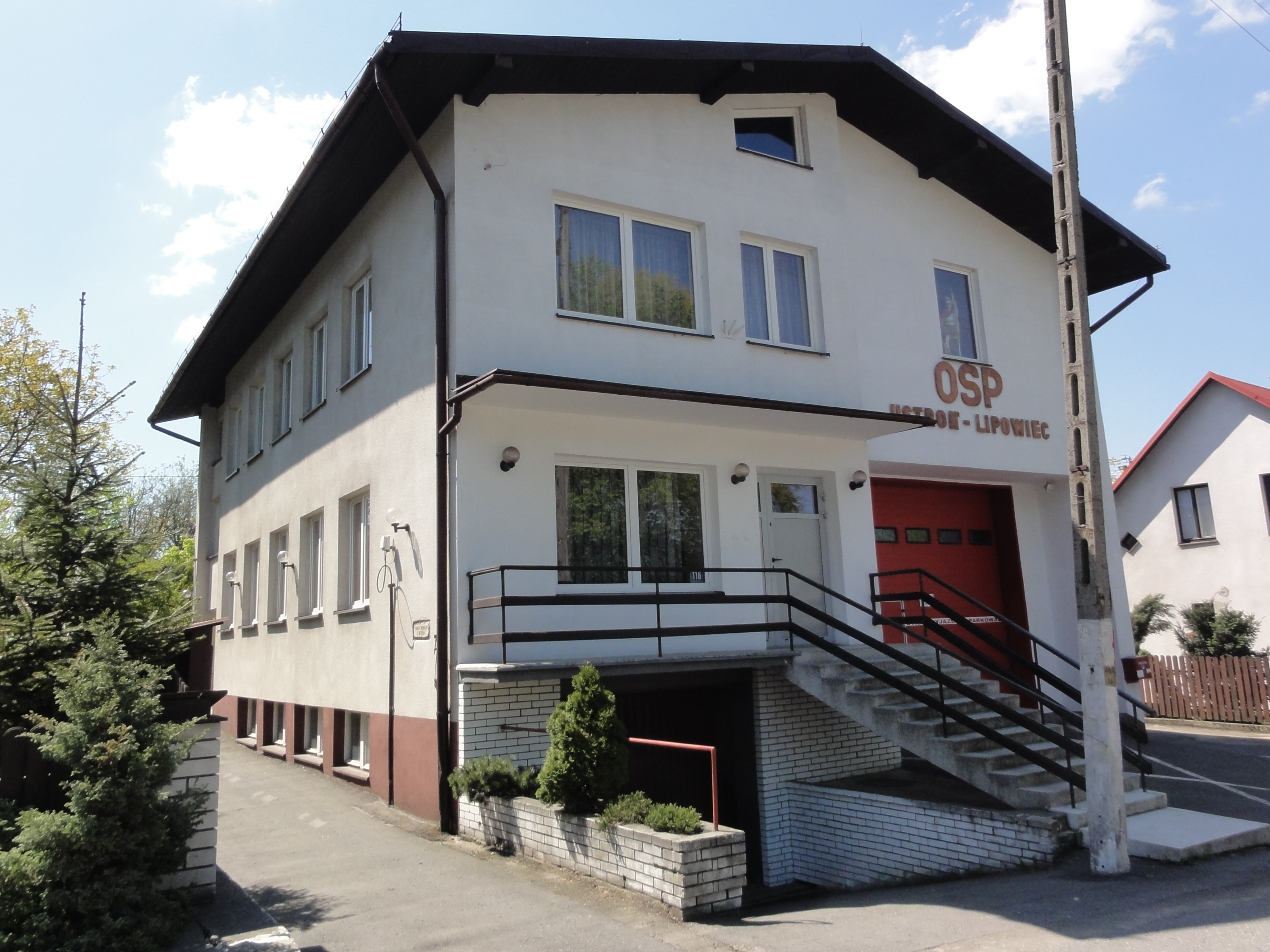
OSP Lipowiec
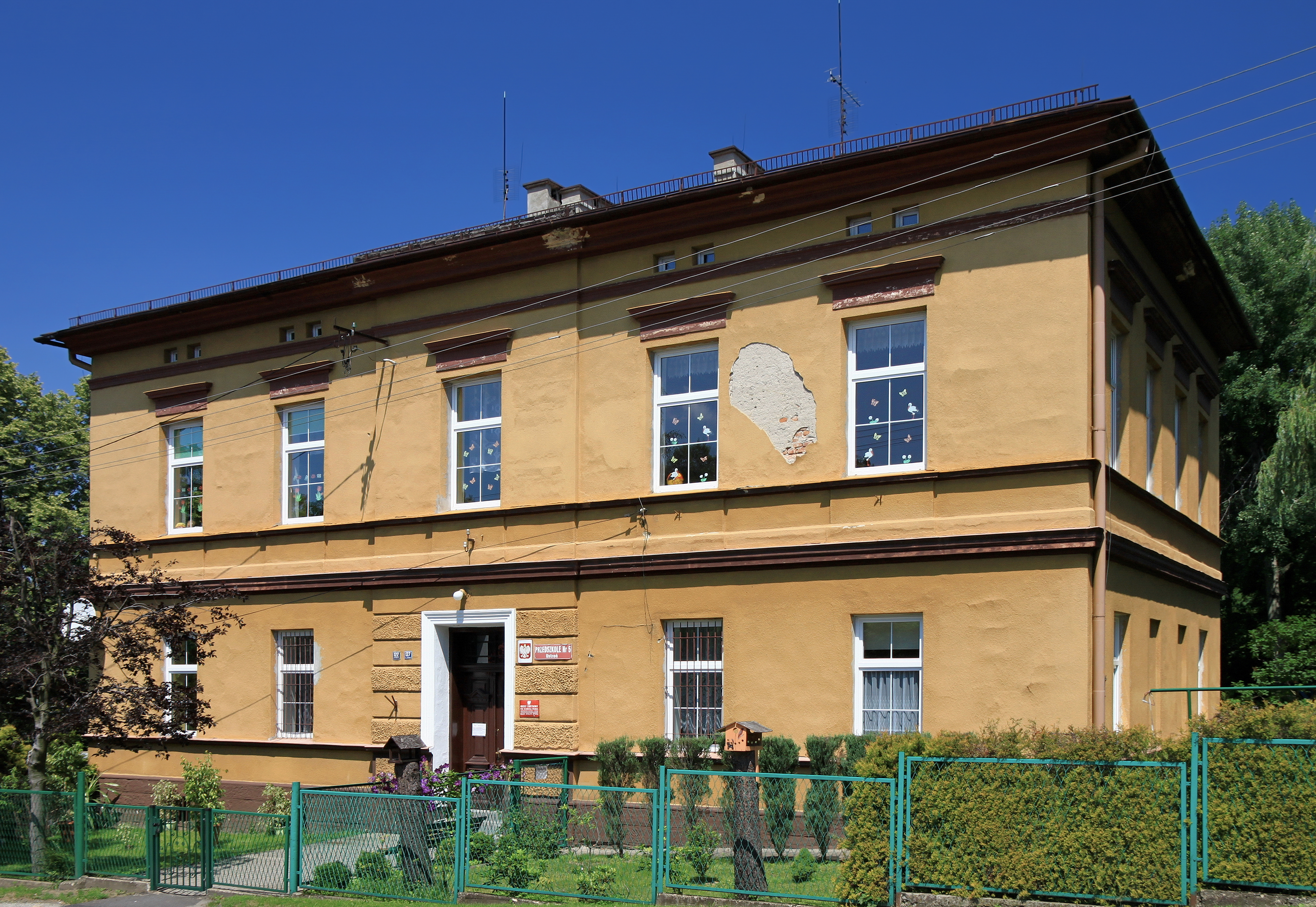
Dawna szkoła, obecnie Przedszkole nr 5 (obiekt zabytkowy)
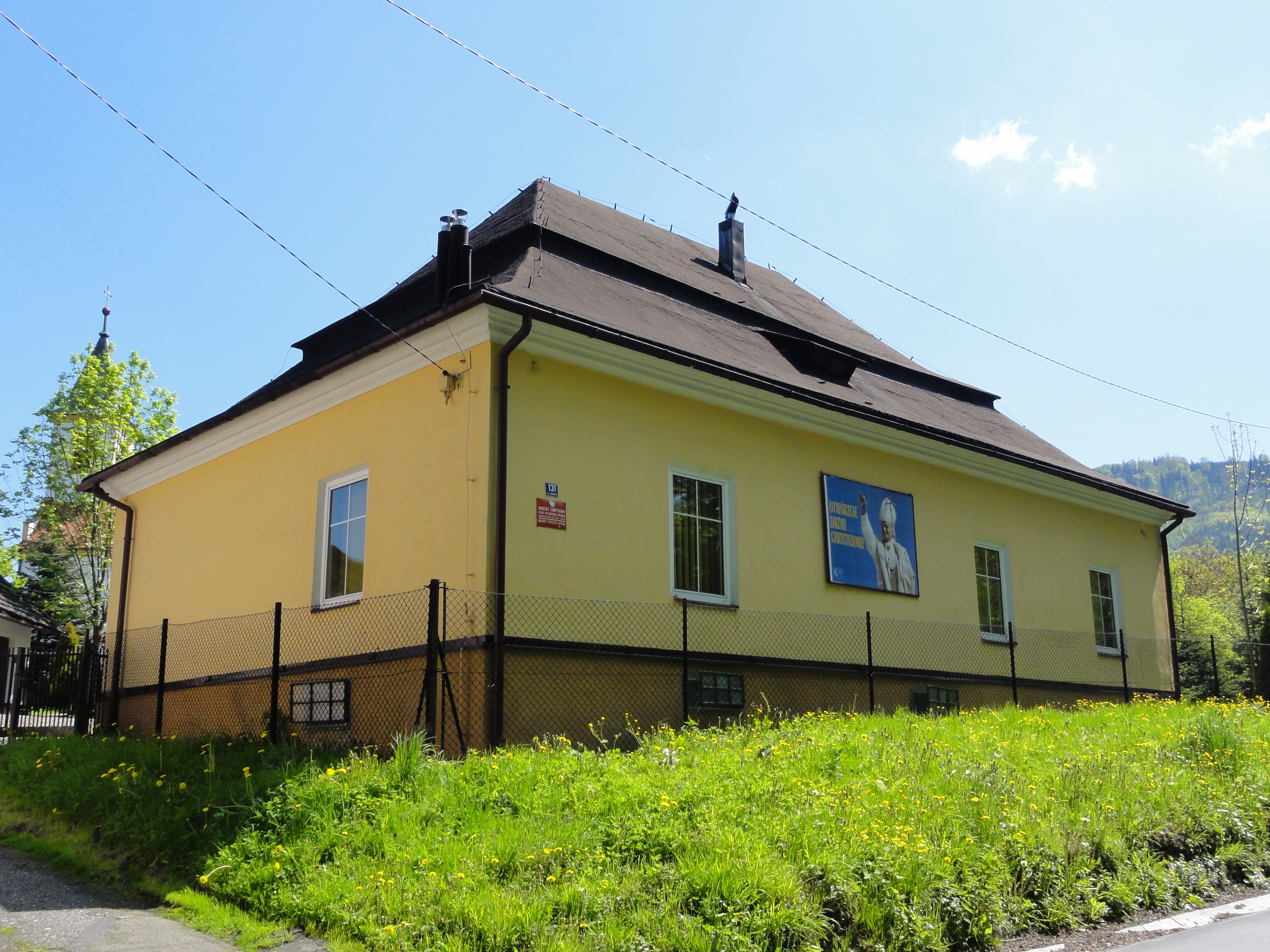
Dawna plebania
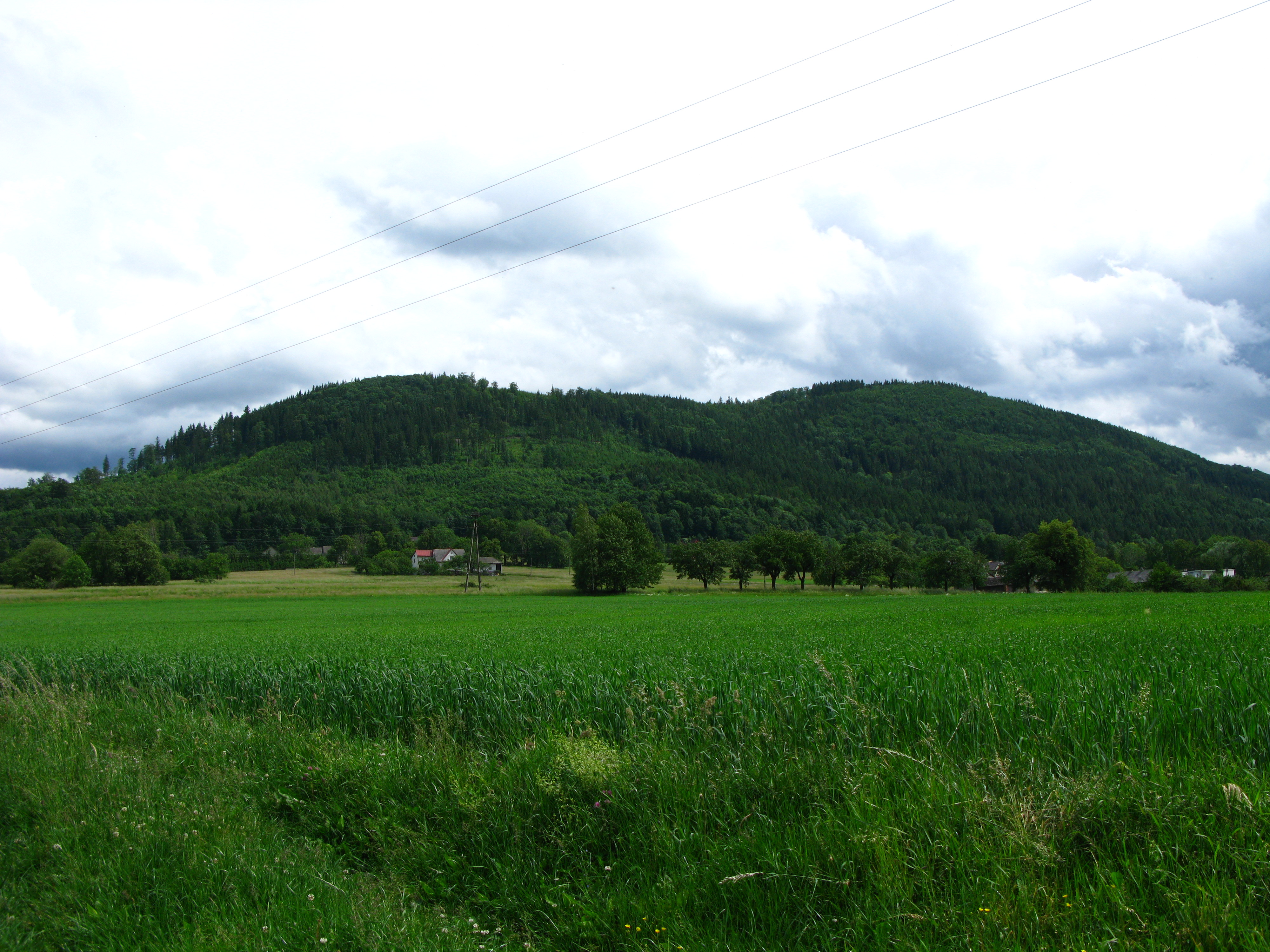
Widok na Lipowski Groń